# Lochkovský profil
Lochkovský profil este o arie protejată (sit de importanță comunitară — SCI) din Republica Cehă întinsă pe o suprafață de 34,31 ha, integral pe uscat.

## Localizare
Centrul sitului Lochkovský profil este situat la coordonatele 50°00′03″N 14°20′07″E / 50.000833°N 14.335278°E.

## Înființare
Situl Lochkovský profil a fost declarat sit de importanță comunitară în aprilie 2005 pentru a proteja 1 specie de animale.

## Biodiversitate
Situată în ecoregiunea continentală, aria protejată nu include niciun habitat protejat.
La baza desemnării sitului se află o specie protejată de  nevertebrate: Euplagia quadripunctaria.